# Vi cúc
Vi cúc hay còn gọi cỏ thỏ (danh pháp khoa học: Galinsoga parviflora) là một loài thực vật có hoa trong họ Cúc. Loài này được Cav. mô tả khoa học đầu tiên năm 1796.